# Juovajaure
Juovajaure är en sjö i Kiruna kommun i Lappland och ingår i Torneälvens huvudavrinningsområde. Sjön har en area på 0,804 kvadratkilometer och ligger 475 meter över havet. Juovajaure ligger i Torne och Kalix älvsystem Natura 2000-område.

## Delavrinningsområde
Juovajaure ingår i det delavrinningsområde (752539-169494) som SMHI kallar för Utloppet av Juovajaure. Medelhöjden är 512 meter över havet och ytan är 11,53 kvadratkilometer. Det finns inga avrinningsområden uppströms utan avrinningsområdet är högsta punkten. Vattendraget som avvattnar avrinningsområdet har biflödesordning 3, vilket innebär att vattnet flödar genom totalt 3 vattendrag innan det når havet efter 375 kilometer. Avrinningsområdet består mestadels av skog (81 procent) och sankmarker (12 procent). Avrinningsområdet har 0,8 kvadratkilometer vattenytor vilket ger det en sjöprocent på 7 procent.